# 廣州慧靈

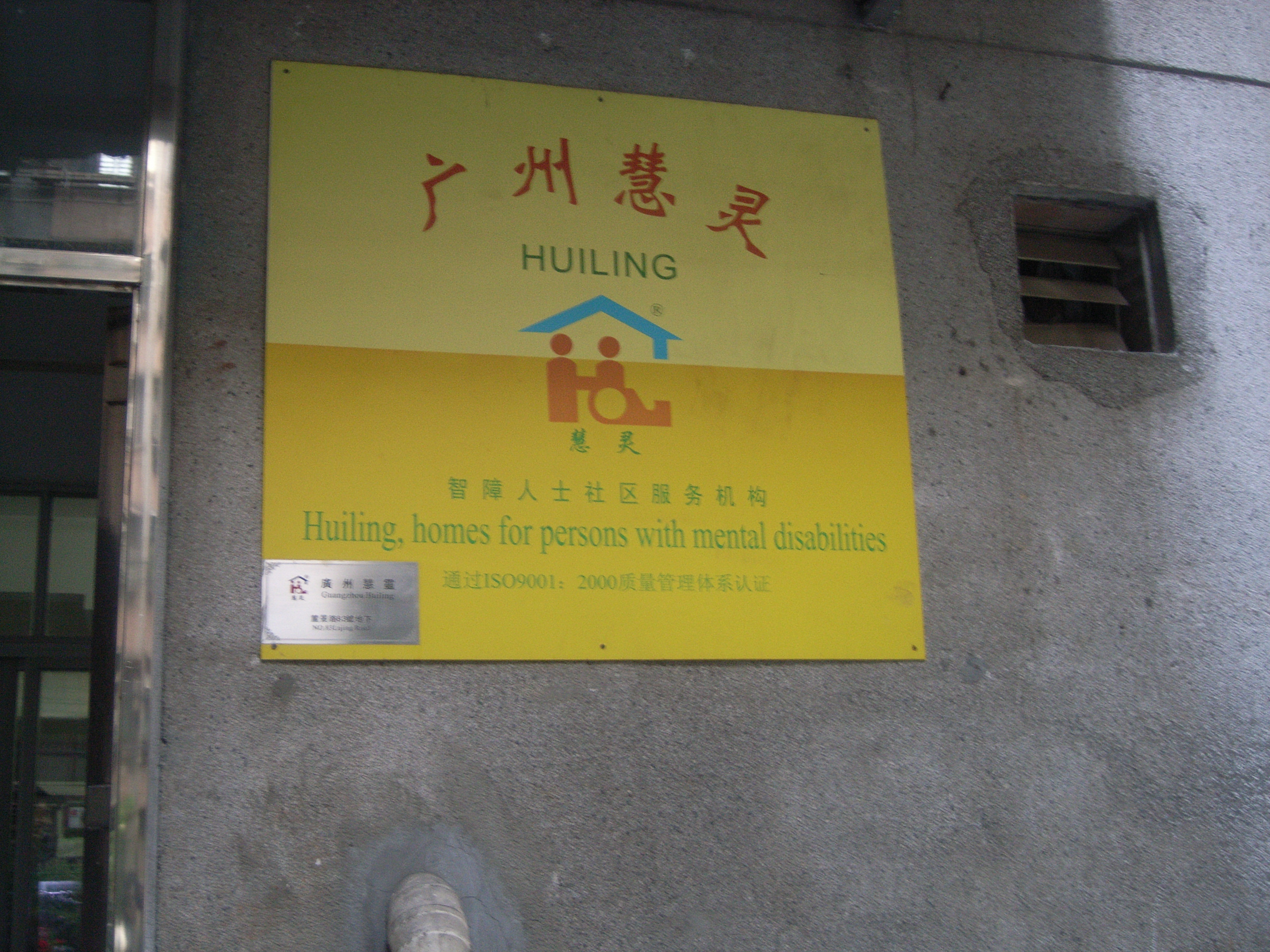
廣州慧靈總部

廣州慧靈 或 慧靈，全稱廣州慧靈智障人士服務機構）於1990年2月成立，為一非牟利機構，主要為中國大陸弱智弱能人士提供服務。廣州慧靈最初只設有「慧靈弱智青年訓練中心」，經過十多年的發展，至今開設有幼稚園、學校、職業訓練中心、托養中心和家庭服務，並在中國各地設有分會，為不同年齡、類別的智障弱能人士提供多元化的社區服務。
通過推廣社區服務模式，提高智障人士的生活品質，使其平等參與社區建設，共用社會文明成果。

## 分會
廣州慧靈先後在中國各地區設立分會，當中包括西安、青海、天津、清遠、重慶、萬州、長沙、蘭州和香港，為更多智障弱能人士服務。

## 服務單位

### 幼兒及兒童教育
麓湖路幼兒園

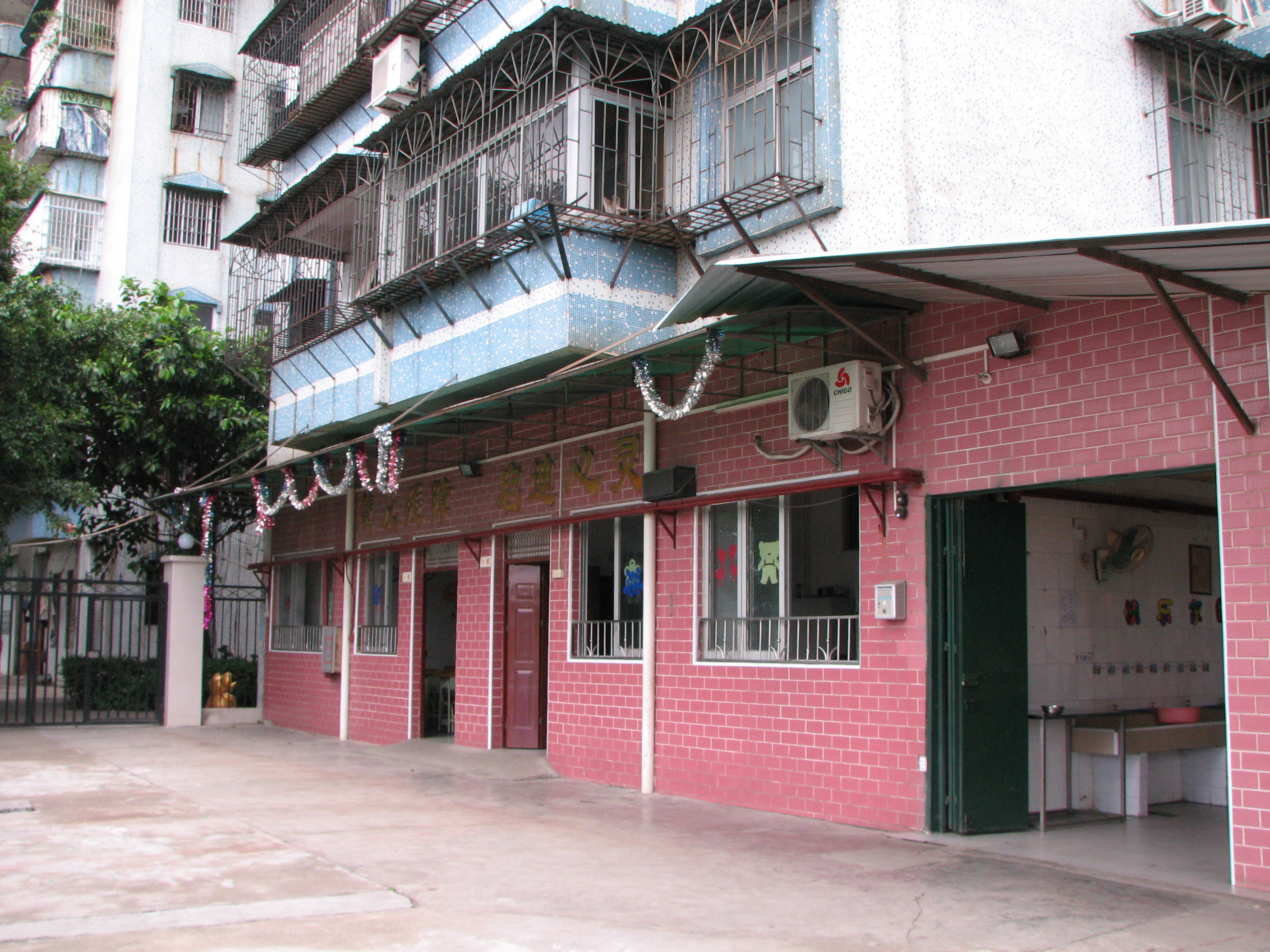
廣州市白雲區的慧靈一校

全日制幼兒園，提供學前融合教育，服務對象為二至六歲正常兒童及有情緒、語言、學習、智力等障礙的兒童。
慧靈一校（小學部）
慧靈一校是一所經廣州市教育局批准設立的非營利特殊教育學校，提供教育、訓練及住宿服務，服務對象為四至十五歲的中重度智障兒童。

### 青年及成人服務

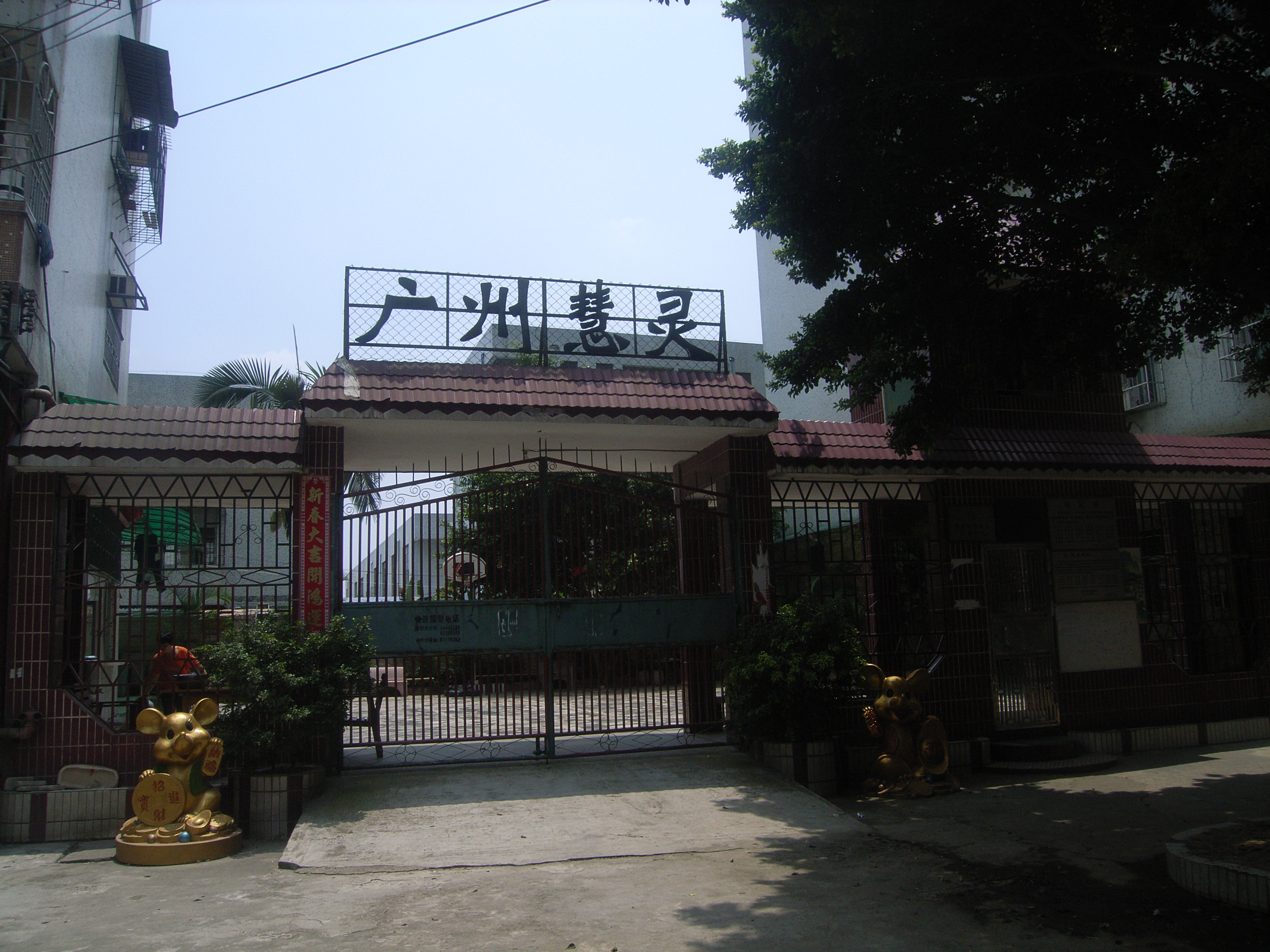
慧靈弱智成人托養中心
廣州市慧靈弱智成人托養中心是一所在廣州市民政局登記註冊的民辦非營利社會福利機構，服務對象為十六歲以上的中重度智障成人，提供簡單的生產勞動、居家技能和社會規範訓練，以及為自理能力衰退和年老的學員而設的養老服務。

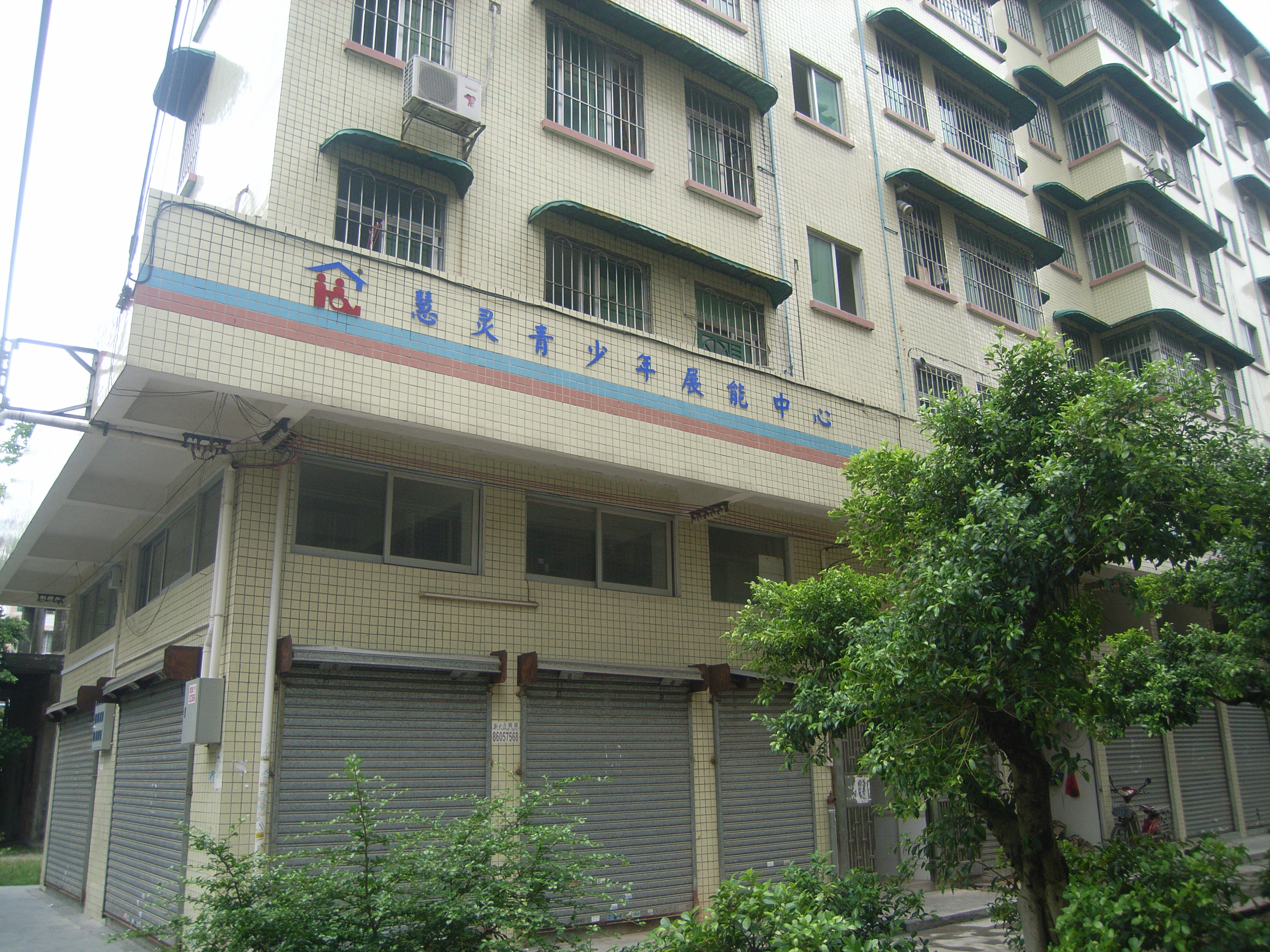
慧靈青少年展能中心
服務對象為十五歲以上的輕中度智障青少年，提供職業教育和訓練，使他們能夠適應庇護工場或社區就業的需要。
慧靈庇護工場
服務對象為十八歲以上的輕度智障青年，提供勞動技能、藝術調理訓練及食宿服務，培養其工作習慣和社會就業適應能力，並推薦經過三年以上培訓的智障青年就業或半就業。

### 其他
慧靈教育研究所
慧靈教育研究所是慧靈屬下專門為自閉症兒童提供康復訓練的單位。此服務已於零六年夏天停止。

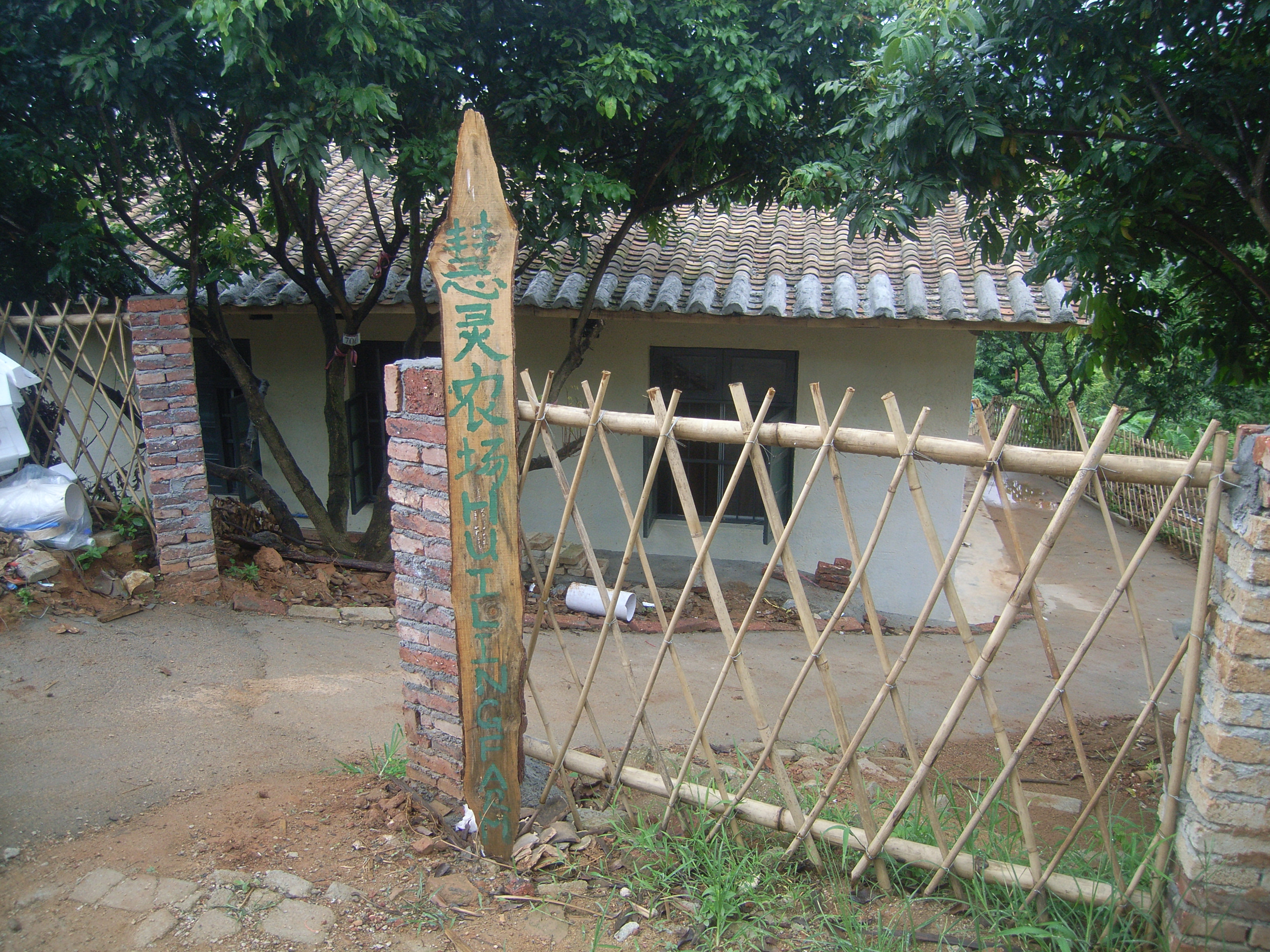
慧靈農場
位於廣州白雲區，佔地一點一五頃，分為養殖區、種植區和生活區，為智障人士提供身心靈健康發展、展示才能以及獨立工作的場所。
慧靈家庭
提供家庭式服務，每個家庭分別為五至六位智障人士提供晚間照顧和獨立生活訓練，讓智障人士能過與平常人一樣的生活。

## 外部連結
- 廣州慧靈
- 北京慧靈智障人士社區服務機構 （页面存档备份，存于）
- 天津慧靈智障人士社區服務中心 （页面存档备份，存于）
- 慧靈─清遠分會
- 慧靈─香港分會[永久]
- Chris Dalby. . 中國網. October 30, 2006. （原始内容存档于2016-03-03）.